# Cançoner de Gandia
El Cançoner de Gandia (Barcelona, Biblioteca de Catalunya, M. 1166 / M. 1967) és un manuscrit musical de polifonia sacra de mitjans del segle xvi, potser relacionat amb la capella musical del duc de Calàbria.
El manuscrit és gran (415 x 260 mm) i està prou deteriorat, tot i que encara conserva uns 190 fulls. Estava en la Col·legiata de Gandia fins que el 1926 fou entregat a Higini Anglès, llavors becari de la Diputació de Barcelona, per al seu estudi i restauració. El manuscrit desaparegué durant molts anys, i actualment es custodia a la Biblioteca de Catalunya amb la signatura M. 1967. A més, s'hi troba un altre manuscrit de només 18 fulls (M. 1166) que podria ser una altra part del mateix cançoner.
La majoria de les composicions són anònimes o de Bartomeu Càrceres, compositor vinculat a la cort del Duc de Calàbria. Es tracta d'obres religioses, com ara salmos, villancets, motets, himnes i misses. Algunes peces, com Soleta i verge estich i Falalalanlera són contrafacta religioses de villancets profans del Cançoner del duc de Calàbria. El manuscrit també inclou dues harmonitzacions a quatre veus del refrany del Cant de la Sibil·la, l'una de Càrceres i l'altra d'Alonso.